# Nati nel 1935/Giugno
| Questa pagina contiene informazioni ricavate automaticamente dalle voci biografiche con l'ausilio del template Bio e di un bot. L'aggiornamento è periodico e automatico e ricostruisce completamente la pagina. Se manca una persona in questa lista, sei pregato di non aggiungerla, ma accertati piuttosto che la sua voce biografica contenga il template Bio e che i dati anagrafici siano correttamente compilati. Se il template Bio manca, inseriscilo tu stesso o, in alternativa, metti l'avviso {{tmp\|Bio}} che ne segnala la mancanza. Se i dati riportati sono sbagliati, correggi direttamente la voce biografica; le modifiche saranno visibili in questa lista entro pochi giorni. Per chiarimenti vedi il progetto biografie. La lista contiene solo le 168 persone che sono citate nell'enciclopedia e per le quali è stato implementato correttamente il template Bio. Pagina aggiornata al 18 ago 2025. |

- 1º giugno - Percy Adlon, regista, sceneggiatore e produttore cinematografico tedesco († 2024)
- 1º giugno - Luigia Barin, politica italiana († 1985)
- 1º giugno - Norman Foster, architetto e designer britannico
- 1º giugno - James George, ex sollevatore statunitense
- 1º giugno - Massimo Marchesotti, pittore, direttore di coro e musicologo italiano († 2019)
- 1º giugno - Magda Olivetti, traduttrice, germanista e fisica italiana († 2020)
- 1º giugno - John Edward Porter, politico statunitense († 2022)
- 2 giugno - Ross Gillespie, hockeista su prato e allenatore di hockey su prato neozelandese († 2023)
- 2 giugno - Anthony Powell, costumista britannico († 2021)
- 2 giugno - Giulia Rubini, attrice italiana
- 2 giugno - Carol Shields, scrittrice canadese († 2003)
- 2 giugno - Alberto Terrani, attore italiano († 2021)
- 3 giugno - Philippe Coumel, medico francese († 2004)
- 3 giugno - Ted Curson, trombettista statunitense († 2012)
- 3 giugno - Irma P. Hall, attrice statunitense
- 3 giugno - George Howard, ebraista statunitense († 2018)
- 3 giugno - Enzo Jannacci, cantautore, cabarettista e pianista italiano († 2013)
- 3 giugno - Cesare Leonardi, architetto italiano († 2021)
- 3 giugno - Jacques Poos, politico e economista lussemburghese († 2022)
- 4 giugno - Kazimierz Zimny, mezzofondista polacco († 2022)
- 5 giugno - Francesco Aguzzoli, allenatore di calcio e calciatore italiano († 2019)
- 5 giugno - Helmut Benthaus, ex calciatore e allenatore di calcio tedesco
- 5 giugno - Brian Green, allenatore di calcio e calciatore inglese († 2012)
- 5 giugno - Anne Pashley, velocista britannica († 2016)
- 5 giugno - Ernest Levonovič Pogosjanc, compositore di scacchi sovietico († 1990)
- 6 giugno - Ferruccio Caceffo, ex calciatore italiano
- 6 giugno - Vincenzo Di Mauro, ex calciatore italiano
- 6 giugno - Grant Green, chitarrista e compositore statunitense († 1979)
- 6 giugno - Jon Henricks, ex nuotatore australiano
- 6 giugno - Tom McVie, hockeista su ghiaccio, allenatore di hockey su ghiaccio e dirigente sportivo canadese († 2025)
- 6 giugno - Bobby Mitchell, giocatore di football americano statunitense († 2020)
- 6 giugno - Mário João, ex calciatore portoghese
- 7 giugno - Géza Alföldy, storico e epigrafista ungherese († 2011)
- 7 giugno - Giorgio Vittorio Dal Piaz, geologo italiano
- 7 giugno - Al'fred Fëdorov, allenatore di calcio e calciatore sovietico († 2001)
- 7 giugno - Engelbert Jarek, calciatore e allenatore di calcio polacco († 2017)
- 7 giugno - Jean Luent, cestista e allenatore di pallacanestro francese († 2021)
- 7 giugno - Shyama, attrice indiana († 2017)
- 7 giugno - Franco Trincavelli, canottiere italiano († 1983)
- 7 giugno - Azumir Veríssimo, calciatore brasiliano († 2012)
- 7 giugno - Roberto Yburán, ex cestista filippino
- 7 giugno - Ervin Zádor, pallanuotista ungherese († 2012)
- 8 giugno - Fernando Aiuti, immunologo e politico italiano († 2019)
- 8 giugno - Tunç Erim, cestista turco († 2012)
- 8 giugno - Angelo Manna, giornalista, politico e storico italiano († 2001)
- 8 giugno - Richard Padovan, architetto e matematico britannico
- 8 giugno - Wong Shun-leung, artista marziale cinese († 1997)
- 9 giugno - Paolo Barozzi, scrittore e giornalista italiano († 2018)
- 9 giugno - Stephen Flemmi, mafioso statunitense
- 9 giugno - Pete Renaday, doppiatore statunitense († 2024)
- 9 giugno - Federico Savina, fonico e musicista italiano († 2023)
- 10 giugno - Orlando Biagi, calciatore e allenatore di calcio italiano († 2019)
- 10 giugno - Mario Campagnoli, politico italiano († 2002)
- 10 giugno - Eduardo Cojuangco Jr., imprenditore e politico filippino († 2020)
- 10 giugno - Ambrogio Colombo, politico italiano
- 10 giugno - José Colomer, hockeista su prato spagnolo († 2013)
- 10 giugno - Vic Elford, pilota automobilistico britannico († 2022)
- 10 giugno - Elio Fiorucci, stilista e imprenditore italiano († 2015)
- 10 giugno - Milan Matulović, scacchista serbo († 2013)
- 10 giugno - Giancarlo Navarrini, rugbista a 15, pittore e fumettista italiano († 2019)
- 10 giugno - Tim Seely, attore britannico († 2024)
- 10 giugno - Erwin Stein, calciatore tedesco († 2024)
- 10 giugno - Yoshihiro Tatsumi, fumettista giapponese († 2015)
- 10 giugno - Tonino Zorzi, cestista e allenatore di pallacanestro italiano († 2023)
- 11 giugno - Heinrich Bauer, ex calciatore tedesco
- 11 giugno - Núria Espert, attrice e regista teatrale spagnola
- 11 giugno - Eulogio Martínez, calciatore paraguaiano († 1984)
- 11 giugno - Luciano Piquè, calciatore e allenatore di calcio italiano († 2021)
- 11 giugno - Nicola Scalzini, economista italiano
- 11 giugno - Nina Vladimirovna Timofeeva, ballerina e politica sovietica († 2014)
- 11 giugno - Renzo Uzzecchini, calciatore e allenatore di calcio italiano († 2022)
- 12 giugno - Claudia Artoni Schlesinger, psicanalista italiana († 2012)
- 12 giugno - Gianpaolo Bellini, fisico italiano
- 12 giugno - Gianfranco Di Pietro, architetto e urbanista italiano († 2022)
- 12 giugno - Carlo Fracanzani, politico italiano
- 12 giugno - Rainer Kriester, scultore e pittore tedesco († 2002)
- 12 giugno - Björn Thofelt, ex pentatleta svedese
- 13 giugno - Javier Aguirre, regista, sceneggiatore e direttore della fotografia spagnolo († 2019)
- 13 giugno - Rex Burns, scrittore statunitense
- 13 giugno - Ljudmila Ivanovna Černych, astronoma russa († 2017)
- 13 giugno - Tonino Conte, regista italiano († 2020)
- 13 giugno - Mario Kirchmayr, ex calciatore italiano
- 13 giugno - Enzo Robotti, allenatore di calcio e ex calciatore italiano
- 13 giugno - Klaus Sonnenschein, attore e doppiatore tedesco († 2019)
- 13 giugno - Samak Sundaravej, politico thailandese († 2009)
- 14 giugno - Benito Gennaro Franceschetti, arcivescovo cattolico italiano († 2005)
- 14 giugno - André Schiffrin, editore, curatore editoriale e saggista francese († 2013)
- 14 giugno - Roberto Eduardo Sosa, calciatore uruguaiano († 2008)
- 15 giugno - Diego Carpenedo, politico italiano
- 15 giugno - Gianfranco Da Rin, ex hockeista su ghiaccio italiano
- 15 giugno - Luciano Gasperini, politico italiano
- 15 giugno - George Jonas, scrittore e giornalista ungherese († 2016)
- 15 giugno - Robert Lamartine, calciatore francese († 1990)
- 15 giugno - Belinda Lee, attrice britannica († 1961)
- 15 giugno - Felice Riva, imprenditore e dirigente sportivo italiano († 2017)
- 15 giugno - Aleksandr Nikolaevič Zajcev, scacchista sovietico († 1971)
- 16 giugno - James Bolam, attore britannico
- 16 giugno - Jim Dine, artista statunitense
- 16 giugno - Peter Rice, ingegnere irlandese († 1992)
- 16 giugno - Barry Wilkinson, calciatore inglese († 2004)
- 17 giugno - Vittorio Battaglini, carabiniere italiano († 1979)
- 17 giugno - José María Gil-Robles, politico spagnolo († 2023)
- 17 giugno - Ivo Prandin, scrittore e giornalista italiano
- 18 giugno - Adelmo Eufemi, allenatore di calcio e ex calciatore italiano
- 18 giugno - Alfredo Hernández, calciatore messicano († 2023)
- 18 giugno - Marco Aurelio Rivelli, scrittore italiano († 2010)
- 18 giugno - Luigi Robbiati, ex calciatore italiano
- 18 giugno - Jurij Mefod'evič Solomin, attore russo († 2024)
- 18 giugno - Dieter Vohs, ex pallanuotista tedesco orientale
- 18 giugno - Yaúca, calciatore portoghese († 1992)
- 19 giugno - Rodrigo Borja Cevallos, politico ecuadoriano
- 19 giugno - Adriano Mazzoletti, giornalista, scrittore e conduttore radiofonico italiano († 2023)
- 19 giugno - Derren Nesbitt, attore inglese
- 19 giugno - John Russell Taylor, scrittore inglese
- 19 giugno - Michail Tumanišvili, regista sovietico († 2010)
- 20 giugno - Gian Paolo Calchi Novati, storico italiano († 2017)
- 20 giugno - Len Dawson, giocatore di football americano statunitense († 2022)
- 20 giugno - Gino Marotta, pittore e scultore italiano († 2012)
- 20 giugno - Armando Picchi, calciatore e allenatore di calcio italiano († 1971)
- 20 giugno - Tiziano Rossi, poeta italiano
- 21 giugno - Arthur Ayrault, canottiere statunitense († 1990)
- 21 giugno - Monte Markham, attore e produttore televisivo statunitense
- 21 giugno - Françoise Sagan, scrittrice, drammaturga e sceneggiatrice francese († 2004)
- 21 giugno - Alistair Taylor, manager britannico († 2004)
- 22 giugno - Aldo Danieli, ex calciatore italiano
- 22 giugno - Ivan Firotto, calciatore italiano († 2008)
- 22 giugno - Bruno Fornasaro, allenatore di calcio e calciatore italiano († 2010)
- 22 giugno - Sergio Valdés, calciatore cileno († 2019)
- 23 giugno - Keith Burkinshaw, ex calciatore e allenatore di calcio inglese
- 23 giugno - Imre Farkas, canoista ungherese († 2020)
- 23 giugno - György Kárpáti, pallanuotista ungherese († 2020)
- 23 giugno - Günter Lörke, ex ciclista su strada tedesco
- 23 giugno - Nikolai Tolstoy, saggista e storico britannico
- 24 giugno - Juan Bautista Agüero, calciatore paraguaiano († 2018)
- 24 giugno - Rodolfo Gigli, politico italiano († 2023)
- 24 giugno - Pete Hamill, scrittore e giornalista statunitense († 2020)
- 24 giugno - Ron Kramer, giocatore di football americano statunitense († 2010)
- 24 giugno - Terry Riley, compositore statunitense
- 25 giugno - Stanley Brouwn, artista olandese († 2017)
- 25 giugno - Amilcare Ferretti, allenatore di calcio e ex calciatore italiano
- 25 giugno - Larry Kramer, drammaturgo, saggista e attivista statunitense († 2020)
- 25 giugno - Giuseppe Lugato, giornalista italiano († 2010)
- 25 giugno - Bruno Marraffa, fumettista italiano († 2015)
- 25 giugno - Gian Lorenzo Mellini, storico dell'arte, docente e collezionista d'arte italiano († 2002)
- 25 giugno - Charles Sheffield, matematico, fisico e scrittore di fantascienza britannico († 2002)
- 25 giugno - Richard A. Tonry, politico statunitense († 2012)
- 25 giugno - Crato di Hohenlohe-Langenburg, nobile tedesco († 2004)
- 26 giugno - Silvano Labriola, politico e giurista italiano († 2005)
- 26 giugno - Maria Monti, cantautrice, cabarettista e attrice italiana
- 26 giugno - Pete Peterson, politico, militare e ambasciatore statunitense
- 26 giugno - Sandro Riminucci, ex cestista italiano
- 26 giugno - Mariasilvia Spolato, attivista italiana († 2018)
- 27 giugno - Dan Currie, giocatore di football americano statunitense († 2017)
- 27 giugno - Carlo Facetti, ex pilota automobilistico italiano
- 27 giugno - Laurent Terzieff, attore e regista francese († 2010)
- 28 giugno - Chinesinho, calciatore e allenatore di calcio brasiliano († 2011)
- 28 giugno - Aldo Fontana, calciatore italiano († 2013)
- 28 giugno - Ronald Shusett, sceneggiatore e produttore cinematografico statunitense († 2024)
- 28 giugno - Nicola Tempesta, judoka italiano († 2021)
- 28 giugno - Giuseppe Toma, pittore e scultore italiano
- 29 giugno - Piera Fassio, lunghista italiana
- 29 giugno - Sally Greengross, politica britannica († 2022)
- 29 giugno - Vassilis Konstantakopoulos, armatore e imprenditore greco († 2011)
- 29 giugno - Piero Parodi, cantante e compositore italiano († 2022)
- 30 giugno - Alfredo Arrigoni, calciatore italiano († 2024)
- 30 giugno - Stanley Cohen, genetista statunitense
- 30 giugno - John Harlin, alpinista e aviatore statunitense († 1966)
- 30 giugno - Lola Herrera, attrice spagnola